# Suguru Awaji
Suguru Awaji (jap. 淡路 卓, Awaji Suguru; * 26. Juli 1989 in Sendai) ist ein japanischer Florettfechter.

## Erfolge
Suguru Awaji erfocht sämtliche internationale Erfolge mit der Mannschaft. Bei Asienmeisterschaften gewann er mit ihr drei Bronze- sowie zwei Silbermedaillen. 2010 gewann er mit der Mannschaft zudem bei den Weltmeisterschaften in Paris Bronze und bei den Asienspiele in Guangzhou Silber. Bei den Olympischen Spielen 2012 in London folgte der Gewinn einer weiteren Silbermedaille. Nach Siegen über China und Deutschland unterlag die japanische Equipe im Finale Italien mit 39:45.